# インドネシア法
本項では、インドネシア法（インドネシアほう）について述べる。

## 統治機構
インドネシアの統治機構は、立法・行政・司法の三権をそれぞれ別の国家機関に属させる三権分立を採っている。国民の選挙によって選出される大統領を国家元首とする共和制である。立法府は、国民議会（定数560）及び地方代表議会（定数132）と、この二院双方の議員からなる国民協議会で構成されるが、国民議会・地方代表議会のいずれの議員も国民の選挙によって選出される。また、インドネシアの行政区画は34の州に分かれるが、州ごとに地方自治を認め、知事及び地方議会が置かれている。
総人口約2億5000万人の80％以上をイスラム教徒が占め、世界最大のイスラム人口を有する国家であるが、イスラム教を国教としているわけではなく、法制としても、イスラム法（シャリーア）による統治を掲げていない。多民族国家として、「多様性の中の統一」（Bhinneka Tunggal Ika）を国是としている。

## 司法制度
最終審である最高裁判所のもと、通常裁判所・行政裁判所・軍事裁判所・宗教裁判所という4系統の裁判所が置かれている。これら4系統の裁判所は、いずれも一審裁判所と二審裁判所があり、全体として、三審制を採っているといえる。4系統の裁判所は、裁判官の採用・昇進等も互いに独立しており、他系統の裁判所との間で人事的な行き来はないが、最高裁判所の裁判官は、これら4系統の裁判所出身者の混成となっている。
一般の民商事訴訟（取引紛争等）や刑事訴訟は、通常裁判所の管轄下にある。一方、イスラム教徒同士の離婚や相続については、イスラム法（シャリーア）が適用され、宗教裁判所の管轄下にあるが、イスラム教徒でない者の離婚や相続を巡る紛争は、通常裁判所が管轄する。このように宗教裁判所の実態は、「イスラム教徒の家庭裁判所」としての側面が大きいが、2005年の宗教裁判所法改正により、イスラム金融やイスラム保険などもその管轄下とされた。その背景には、イスラムは決して遅れたものではないというイスラム意識の活性化があるとされている。
通常裁判所では、第一審から3名の裁判官により審理・判決がされる。通常裁判所の第一審のうちジャカルタなどの一部の都市圏の裁判所には、知的財産事件及び倒産事件を扱う商事裁判所や、労働事件を扱う労働裁判所などが存在する（ただし、「商事裁判所」などといっても、通常裁判所とは別の機関として存在するわけではなく、あくまで通常裁判所内での観念的な存在である。）。

## 民商事法
オランダ統治時代にオランダ語で起草された民法典が未だに存続しており（フランス法の強い影響を受けたオランダ法を基礎としているため、フランス民法と法典の構造が似ている。）、現代のインドネシア社会の実態を踏まえた母国語による民法典制定には至っていない。

## 刑法
2022年12月6日、インドネシア国会は、結婚していないカップルの性交渉を禁止する刑法改正案を可決した。違反した場合の最高刑は禁錮1年。ただし通報できるのは親や近親者に限られる。未婚のままの同居も禁止され、最高で禁錮6か月。このほか、正副大統領や国家機関への侮辱を禁止する規定なども盛りこまれている。

## 知的財産法
特許法・商標法など知的財産に関わる法律としては一通りの整備がされているが、政府及び裁判所の法運用・実務の面で課題が多いと指摘されていることもあり、日本の法務省と特許庁がJICAの協力を受け、連携しての法整備支援が進められている。